# Vidrio armado
El vidrio armado es aquel vidrio que se obtiene por el proceso de colado y se le incrusta en su interior una malla metálica en forma de retícula, de manera que, si se rompe, los pedazos de vidrio quedan unidos al alambre evitando su caída y que estos puedan producir lesiones. Esto hace que sea apto para zonas de riesgo y en donde se necesita una seguridad adicional, aunque no se trata de un vidrio antirrobos. Sin embargo, se desaconseja este tipo de vidrio si se expone a temperaturas extremas. Esto se debe a que la diferencia de comportamiento ante el calor o el frío es diferente en el vidrio y el metal, dando lugar a tensiones provocadas por la dilatación de ambos materiales que provocan la ruptura del vidrio.
El vidrio armado fue fabricado por primera vez en 1886 por el alemán August F. Siemens.
- Datos: Q1255369
- Multimedia: Wire netting glass / Q1255369